# Həsən Əliyev
Pour les articles homonymes, voir Hasan Aliyev (scientifique) et Aliyev.
Həsən Əliyev (né le 14 novembre 1989 à Qazax) est un lutteur azerbaïdjanais.

## Palmarès

### Jeux olympiques
- participation aux Jeux olympiques d'été de 2012 à Londres en catégorie des moins de 66 kg : éliminé en demi-finales

### Championnats du monde
- Médaille d'or en catégorie des moins de 60 kg en 2011 à Moscou

### Championnats d'Europe
- Médaille d'or  en catégorie des moins de 60 kg en 2010 à Bakou
- Médaille d'argent en catégorie des moins de 66 kg en 2014 à Vantaa
- Médaille de bronze en catégorie des moins de 71 kg en 2016 à Riga
- Médaille de bronze en catégorie des moins de 66 kg en 2013 à Tbilissi
- Médaille de bronze en catégorie des moins de 60 kg en 2011 à Dortmund

### Jeux européens
- Médaille de bronze en catégorie des moins de 71 kg en 2015 à Bakou